# Ôn Châu
Ôn Châu (giản thể: 温州; phồn thể: 溫州; bính âm: Wēnzhōu) là một thành phố trực thuộc tỉnh (địa cấp thị) với dân số gần 10 triệu người ở đông nam tỉnh Chiết Giang, Trung Quốc. Thành phố này giáp Lệ Thủy về phía tây và tây bắc, Thai Châu về phía bắc và đông bắc và nhìn ra Biển Đông Trung Hoa về phía đông, giáp tỉnh Phúc Kiến về phía nam. Ôn Châu có cảng nhượng địa cho ngoại quốc trước đây vẫn được gìn giữ đến ngày nay.

## Các đơn vị hành chính
Thành phố trực thuộc tỉnh (địa cấp thị) Ôn Châu bao gồm 4 quận (khu), 3 thành phố cấp huyện (huyện cấp thị) và 5 huyện.
- Quận Lộc Thành (鹿城区)
- Quận Long Loan (龙湾区)
- Quận Âu Hải (瓯海区)
- Thành phố cấp huyện Thụy An (瑞安市)
- Thành phố cấp huyện Nhạc Thanh (乐清市)
- Thành phố cấp huyện Long Cảng (龙港市) [2][3]
- Huyện Vĩnh Gia (永嘉县)
- Huyện Bình Dương (平阳县)
- Huyện Thương Nam (苍南县)
- Quận Động Đầu (洞头区)
- Huyện Văn Thành (文成县)
- Huyện Thái Thuận (泰顺县)